# Cymbidium erythrostylum
Cymbidium erythrostylum är en orkidéart som beskrevs av Robert Allen Rolfe. Cymbidium erythrostylum ingår i släktet Cymbidium, och familjen orkidéer.
Artens utbredningsområde är Vietnam. Inga underarter finns listade i Catalogue of Life.

## Bildgalleri

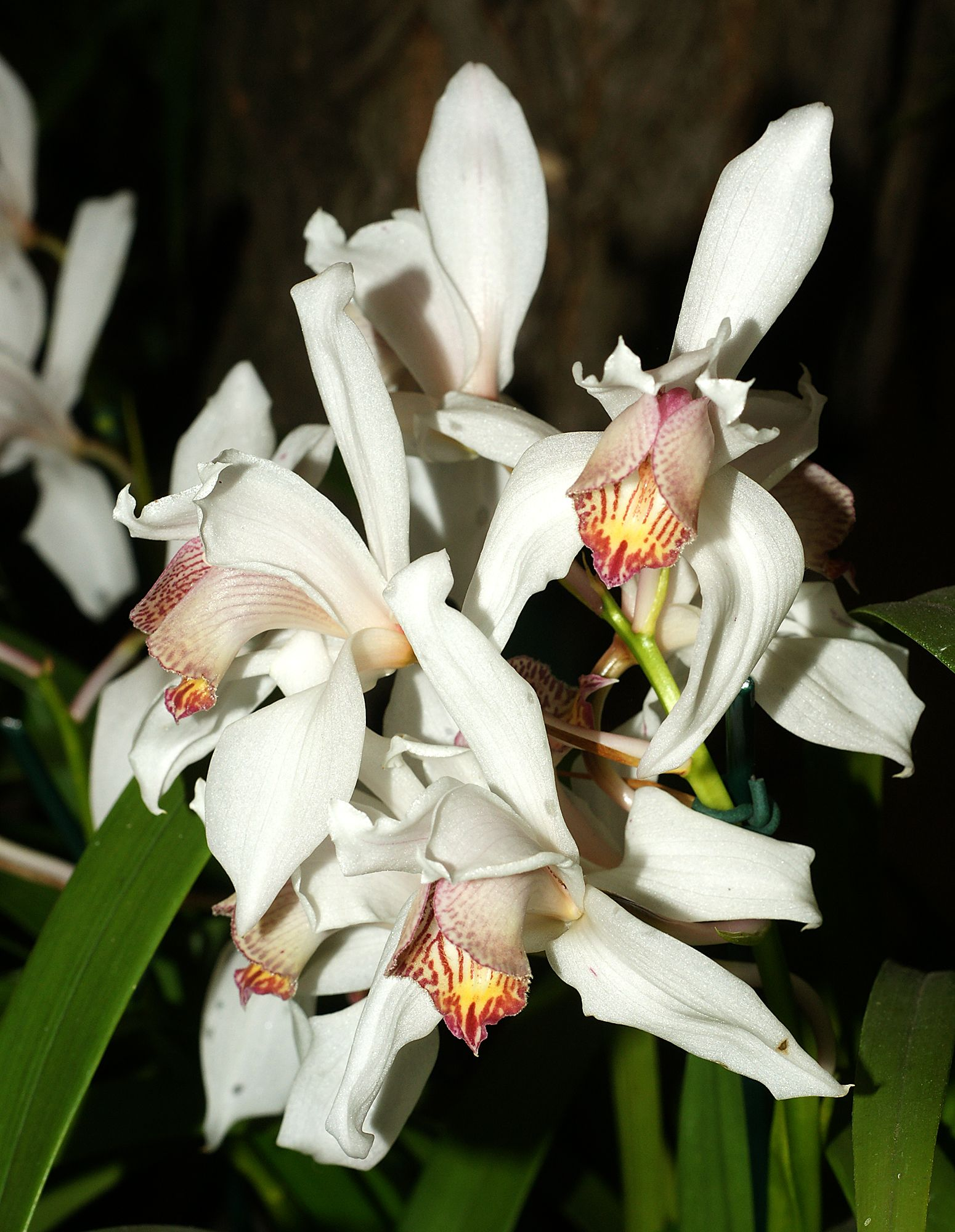
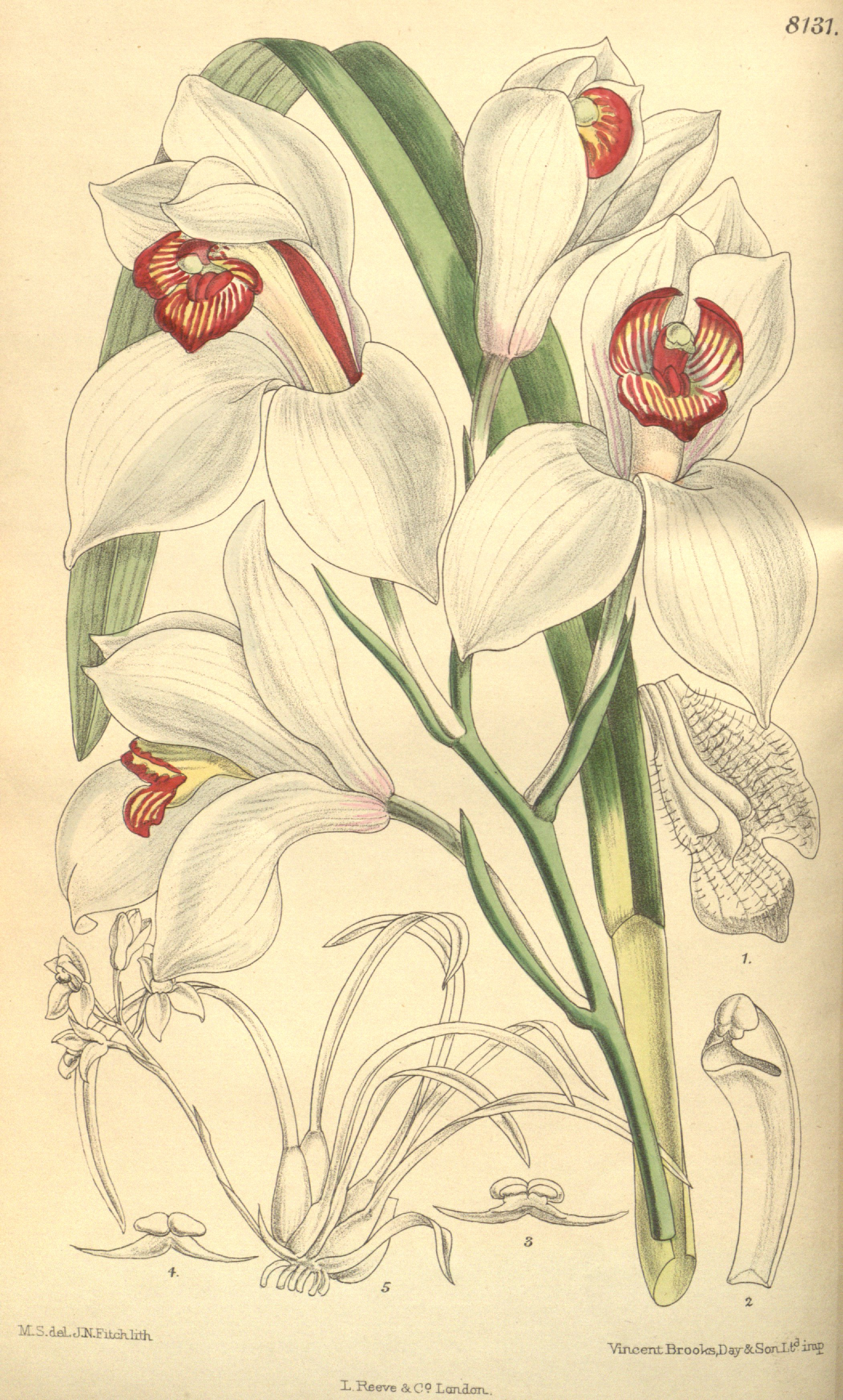